# DoCon
DoCon es un programa de álgebra computacional escrito en el lenguaje de programación Haskell. Fue desarrollado por  Serge Mechveliani, en el Instituto de Sistemas de Programas (Program Systems Institute), en la ciudad de Pereslavl-Zalessky, Rusia central.
El programa se distribuye gratuitamente junto con el código fuente y su respectivo manual.
A diciembre de 2004, la última versión disponible era la DoCon 2.08.